# Башнефть-Новойл
«Башнефть-Новойл» (баш. «Башнефть-Новойл»; до 2012 года — Ново-Уфимский нефтеперерабатывающий завод) — филиал акционерной нефтяной компании «Башнефть», одно из четырёх промышленных градообразующих предприятий по переработке нефти в городе Уфе. Награждён орденом Ленина в 1966 и орденом Октябрьской Революции в 1975 году.
Для нужд предприятия в 1950-х годах была построена станция Черниковка-Восточная Бензино-Черниковского узла Куйбышевской железной дороги.

## История
В 1947 году создан трест № 21 для строительства нового нефтеперерабатывающего завода для переработки нефти Ишимбайского нефтяного месторождения («Второго Баку»). В 1951 году закончено строительство первой очереди Ново-Уфимского нефтеперерабатывающего завода. 25 июля 1951 года получен первый бензин на установке АВТ-1 завода.
С 1993 года — открытое акционерное общество. С 1994 года входил в Башкирскую нефтехимическую компанию. В 1999 году мощность переработки составляла 8,5 млн т нефти в год при потенциале примерно 19 млн т.
С 2012 года — современный статус. В 2018 году началось производство бензина марки «Евро-6». В 2020 году перешёл на производство авиационного топлива марки РТ высшей категории.

## Руководство
- 1951–1953 — Борис Павлович Майоров
- 1957–1965 — Георгий Фёдорович Ивановский
- C 21.10.2020 —  Сергей Юрьевич Михайлов[13].